# Wolica Śniatycka
Wolica Śniatycka – wieś w Polsce położona w województwie lubelskim, w powiecie zamojskim, w gminie Komarów-Osada.
| SIMC    | Nazwa    | Rodzaj    |
| ------- | -------- | --------- |
| 0891045 | Majdanek | część wsi |
| 0891051 | Podlas   | część wsi |

W latach 1975–1998 miejscowość administracyjnie należała do województwa zamojskiego.
Wieś jest sołectwem w gminie Komarów-Osada. Według Narodowego Spisu Powszechnego z roku 2011 wieś liczyła 280 mieszkańców.
Wierni Kościoła rzymskokatolickiego należą do parafii Trójcy Przenajświętszej w Komarowie-Osadzie.

## Historia

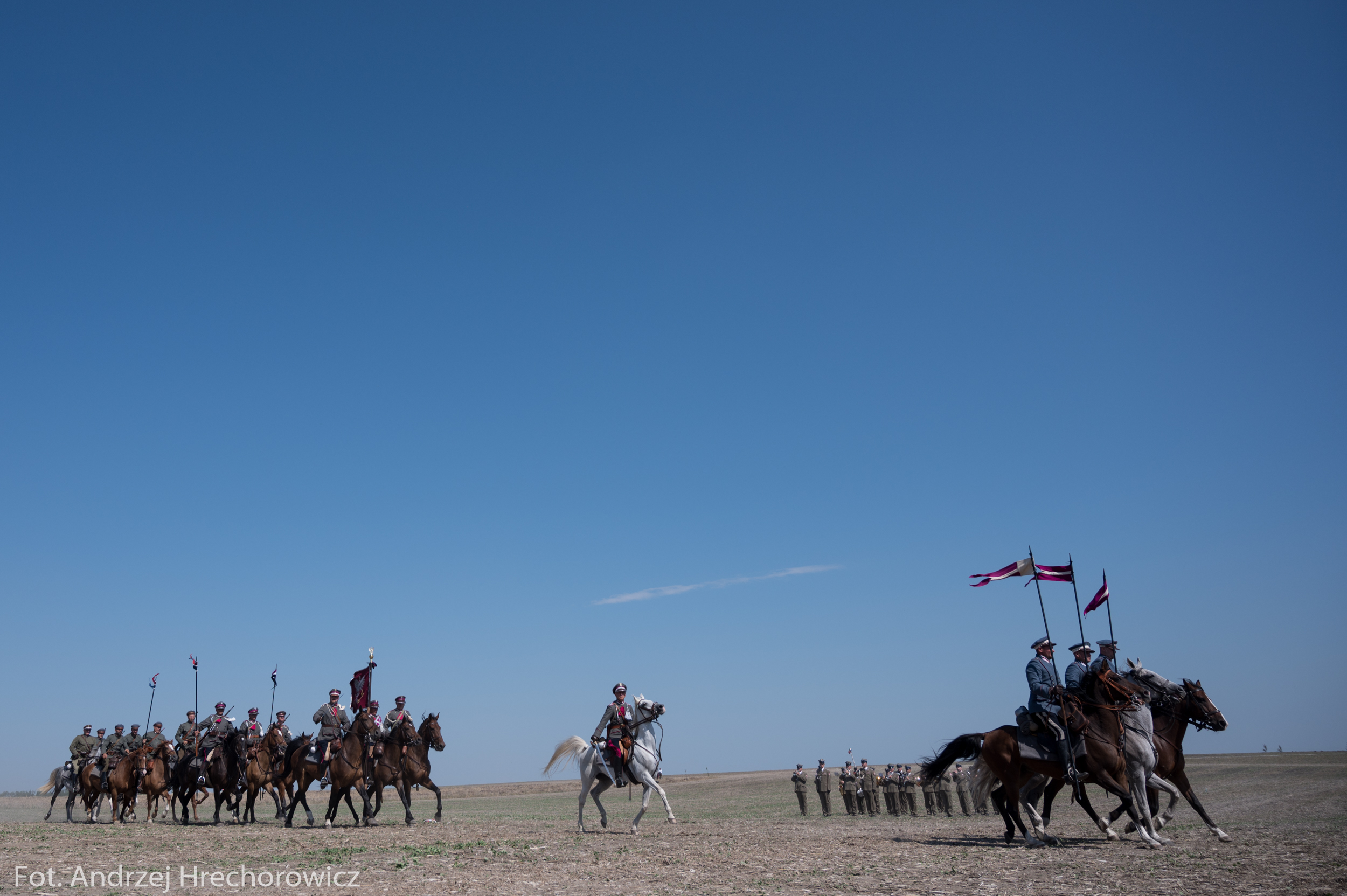
Rekonstrukcja bitwy pod Komarowem z 1920 r. w Wolicy Śniatyckiej w 2020 r.

Słownik geograficzny Królestwa Polskiego z roku 1889 wymienia Śniatycką Wolę (dziś nie istnieje), wieś w pow. tomaszowskim, gminie Komarów, parafii Dub i Sniatycze, posiadającą wówczas 10 domów zamieszkałych przez 67 mieszkańców oraz 140 mórg ziemi, oraz Wolicę Śniatycką, kolonię utworzoną na obszarze Sniatycz w roku 1874, która wówczas posiadała 25 domów i 269 mieszkańców wyznania rzymskokatolickiego.
Na polach wsi w dniu 31 sierpnia 1920 rozegrała się bitwa znana powszechnie jako bitwa pod Komarowem. Naprzeciw siebie stanęły: polska dywizja kawalerii pułkownika Juliusza Rómmla (złożona z dwóch brygad) oraz 6 i 11 dywizja ze składu 1 Armii Konnej Siemiona Budionnego. Na pobliskim cmentarzu spoczywa 26 żołnierzy 2 Pułku Szwoleżerów Rokitniańskich.
28 sierpnia 2022 roku, w 102. rocznicę bitwy pod Komarowem, we wsi odsłonięto pomnik Chwały Kawalerii i Artylerii Konnej.